# Književnost u 1575.
◄◄ | ◄ | 1572. | 1573. | 1574. | 1575.  | 1576. | 1577. | 1578. | ► | ►►
Arhitektura • Astronomija • Glazba • Kazalište • Kiparstvo • Knjige • Književnost • Kršćanstvo • Medicina • Politika • Pravo • Promet • Slikarstvo • Znanost
Književnost u 1575.

## Hrvatska i u Hrvata

### Rođenja
- 15. kolovoza – Bartol Kašić,  hrvatski katolički svećenik, isusovac, gramatičar, duhovni pisac i prevoditelj († 1650.)

## Vanjske poveznice
|  | Zajednički poslužitelj ima još gradiva o temi Književnost u 1575. |